# Dumbarton
Dumbarton (Dùn Breatainn in gaelico scozzese, Dumbairton in scots) è un paese dell'area amministrativa scozzese del Dunbartonshire Occidentale, a cui dà il nome, nel Regno Unito, situata nei pressi della confluenza del fiume Leven nel Clyde. Secondo le stime del 2004, Dumbarton conta circa 44.700 abitanti.
Dumbarton è il luogo natale del campione del mondo di Formula 1, Jackie Stewart, fondatore dell'omonima scuderia. Anche David Byrne, fondatore e voce della band Talking Heads, è nato a Dumbarton.